# バナナスプリット
バナナスプリット（英語: banana split）は、アメリカ合衆国の伝統的なアイスクリームのデザートである。名前の由来は、バナナを縦半分にカットしてボート型の長皿に置いてアイスクリームを添えたときの見た目からである。多くのバリエーションがあるが、オーソドックスなものはバニラ、ストロベリー、チョコレートの3つの味のアイスクリームをカットしたバナナの間に挟み、上からチョコレート・ストロベリー・パイナップルなどのソースをかけ、ピーナッツやクルミなどの刻んだナッツとホイップクリーム、砂糖漬けのチェリーを乗せたものである。

## 歴史
1904年、ペンシルベニア州レイトローブのLigonier Street 805番地にあった薬局Tassel Pharmacyで見習い薬剤師だった23歳のデイビット・イバンズ・ストリッカーは、店内のドリンク売場（ソーダ・ファウンテン）用にバナナをベースとした三段アイスクリームのサンデーを発明した。そのサンデーを他のアイスクリームの2倍の値段である10セントで売り出したところ、近くにあったセントビンセント大学の学生の目に留まった。このサンデーは口コミや広告によって瞬く間に広がり、レイトローブを越え近隣の町まで広がった。1907年に出版されて一般化したレシピは、バナナを縦に分割し、両端に1スクープずつのアイスクリーム、間にスプーン大のホイップクリーム、その上に砂糖漬けのチェリー、片端には刻んだナッツ、逆の端には刻んだミックスフルーツを載せたものだった。
ストリッカーは働いていた薬局を買収し、Strickler's Pharmacyと名づけ最上階に自分のオフィスを置いた。
2004年、レイトローブ市はバナナスプリット創作100周年を迎え、国立アイスクリーム小売業協会（NICRA）が発祥の地として認定した。以降、毎年「グレート・アメリカン・バナナスプリット・セレブレーション」を開催し、世界で最初に作られた地を維持している。
グレート・アメリカン・バナナスプリット・セレブレーションは8月下旬にレイトローブのダウンタウン全体で開催され、食べ物や多くのイベントがある。2014年11月、2年間イベントを主催していたLatrobe Community Revitalization ProgramはGreater Latrobe-Laurel Valley商工会議所にイベントの主催権を引き渡した。

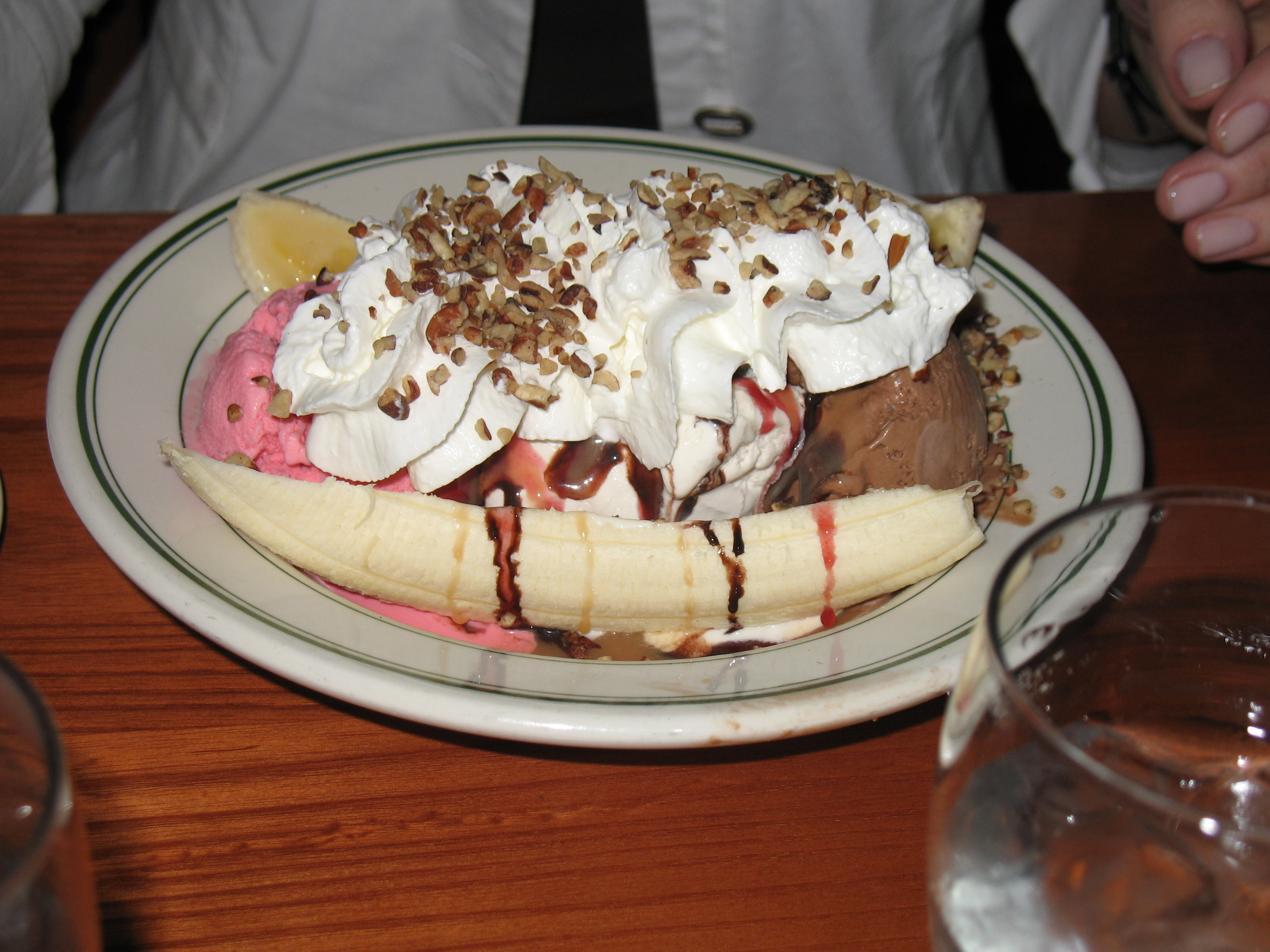
ヒルトン・シカゴのバナナスプリット(2007年)

オハイオ州ウィルミントンも発祥の地であると主張している。1907年、レストランのオーナーだったアーネスト・ハザードは売り上げの落ちる冬期にもウィルミントン大学の学生を客として呼び込みたいと考えた。ハザードは新しいアイスクリームのデザートを考えるため、従業員でコンテストを行った。従業員のアイディアが使い物にならなかったので、ハザードは自分でバナナを縦に分け、細長い皿に入れてデザートを作ったという。ウィルミントンは毎年6月に「バナナ・スピリット・フェスティバル」を開催している。
ウォルグリーンはバナナスプリットを広めたといわれている。チャールズ・ルドルフ・ウォルグリーンがシカゴ圏で運営していた初期のドラッグストアは、バナナスプリットを看板デザートとして採用した。同チェーンのソーダ・ファウンテンの人気は高まり、これがなければ近隣のドラッグストアで調剤をしてもらって満足していたであろうお客を呼び込むことができた。

## バナナスプリットパイ
バナナスプリットパイは、ネブラスカ州ホールドレッジに住んでいた16歳の少女であるジャネット・ウィンクエストによって作成された。1952年に、バナナスプリットパイの製法でピルズ・バリーの「グランド・ナショナル・レシピ&ベイキング・コンテスト」で3,000$の賞金を得た。